# Wagner Antônio Pires de Sá
Wagner Antônio Pires de Sá é um empresário brasileiro, sócio de uma empresa especializada em fabricar produtos químicos e ex-presidente do Cruzeiro Esporte Clube.

## Biografia
Pires de Sá nasceu em São Gotardo, Minas Gerais e se formou em economia na Universidade Federal de Minas Gerais em Belo Horizonte. Trabalhou na Companhia Energética de Minas Gerais (Cemig) e na Secretaria da Fazenda de Minas quando participou das negociações que trouxeram a FIAT para Minas Gerais e presidiu a Fundação Vale do Rio Doce.
No Cruzeiro Esporte Clube, Wagner chegou a ser diretor de planejamento quando Benito Masci (1985-1990) era presidente. No início da década de 1990, tornou-se conselheiro nato, além de ter sido integrante e presidente do Conselho Fiscal nas gestões da família Perrella entre as décadas de 1990 e 2000. Ele foi autor do plano diretor para a construção da Sede Campestre do clube mineiro.
Em 2 de outubro de 2017, foi eleito Presidente do Cruzeiro Esporte Clube para triênio 2018/2020, sendo o candidato da situação com apoio de Gilvan de Pinho Tavares, vencendo o candidato apoiado por Zezé. No dia 18 de dezembro de 2017, Wagner Pires tomou posse junto com o presidente eleito do conselho deliberativo, Zezé Perrella. Apesar de apoiar o candidato derrotado nas eleições, Perrella se aliou a Wagner após o pleito e juntos apoiaram a chapa “Somos Todos Cruzeiro”, que elegeu os novos conselheiros efetivos e suplentes para o próximo triênio.
Assim que tomou posse, Wagner nomeou Itair Machado como vice-presidente de futebol e Sérgio Nonato para a função de diretor-geral, o que gerou descontentamento de seus apoiadores o ex-presidente Gilvan de Pinho Tavares e o antigo dirigente Bruno Vicintin. Apesar disso, Sá tinha o apoio do grupo "Família União" que era a maioria no Conselho Deliberativo. Muitos desses conselheiros ganharam cargos diretivos com remunerações vultosa nas Tocas da Raposa I e II, na sede administrativa e nos clubes sociais do Barro Preto e da Pampulha.
No primeiro ano de gestão do Wagner, o Cruzeiro Esporte Clube conquistou os títulos de Campeão Mineiro e o hexacampeonato da Copa do Brasil com direito a premiação recorde de R$ 61,9 milhões. Nesse período de títulos, Sá comemorou de forma excêntrica a ponto de ser apelidado de "presidente-raiz" pelos torcedores celestes. Além disso, o mandatário recebeu o título de Cidadão Honorário de Belo Horizonte, em solenidade realizada no plenário da Câmara Municipal da capital mineira. A condecoração foi proposta pelo vereador Professor Wendel Mesquita.
A partir do ano de 2019, a gestão de Wagner começou a ruinar após reportagem exibida em 26 de maio no programa Fantástico, da TV Globo, sobre investigação da Polícia Civil contra a diretoria por suspeitas de lavagem de dinheiro, falsificação de documentos e falsidade ideológica, além de possíveis quebras de regra da CBF, da Fifa e do Governo Federal. A denúncia mais grave era sobre um empréstimo de R$ 2 milhões adquirido com o empresário Cristiano Richard dos Santos Machado, sócio de firmas que atuam na locação de veículos e de equipamentos de proteção. Para abater o débito, a gestão de Pires de Sá incluiu parte dos direitos de jogadores do profissional, como David (20%), Raniel (5%), Murilo (7%), Cacá (20%), e de outros jogadores que passaram pela base e foram negociados, como Gabriel Brazão (20%) e Vitinho (20%). Além de inserir participação em uma possível venda do promissor Estevão William, de 12 anos, que, pelas leis trabalhistas, só poderá assinar vínculo laboral a partir dos 16 anos. Outras denúncias foram superfaturamento de serviços, notas frias, comissões abusivas para empresários de atletas, aumentos substanciais nos salários de dirigentes, entre os quais Itair Machado, de R$ 180 mil mensais (multa rescisória de R$ 2 milhões), e Sérgio Nonato, de R$ 125 mil mensais (multa rescisória de R$ 1 milhão). Integrantes de outras pastas também tinham remunerações abusivas. Outras irregularidades investigadas foram apontadas na contratação de conselheiros para a prestação de serviços e o pagamento a torcidas organizadas.
A crise político administrava refletiu no futebol, uma vez que o time do Cruzeiro fez uma campanha muito ruim no Campeonato Brasileiro. Enquanto a torcida se frustrava com tropeços contra adversários, o mandatário evitava dar entrevistas para imprensa. Inicialmente, Wagner Pires não queria sair da presidência, inclusive dizendo que “só renuncia quem é covarde”, além de chamar os “torcedores de internet” de “robôs criados”. Já o presidente do Conselho Deliberativo Zezé Perrella chamou Wagner de Pires de Sá de ‘Rainha da Inglaterra’, já que Itair Machado e Sérgio Nonato eram quem davam ordens no clube. No início de outubro, a dupla saiu do Cruzeiro, e Zezé foi nomeado gestor de futebol. O discurso mudou em relação a Wagner, sendo poupado de críticas. No entanto, o Cruzeiro não resistiu e caiu para a Série B em 17º lugar, com 36 pontos em 38 rodadas. No jogo do rebaixamento na derrota para o Palmeiras no dia 8 de dezembro, por 2 a 0, houve quebradeira e pancadaria no Estádio Mineirão. Ao ser destituído da gestão de futebol, em dezembro, Perrella tornou a atacar Wagner, chamando-o de "biruta de aeroporto".
No dia 19 de dezembro de 2019, Wagner Pires assinou uma carta de renúncia ao cargo de presidente do Cruzeiro. Segundo Sá, para o bem do clube e disse que o rebaixamento para Série B foi a maior tristeza de sua vida.
Em 2020, o Cruzeiro ajuizou ação na Justiça contra o ex-presidente Wagner Pires de Sá pelo uso indevido do cartão corporativo do clube. De acordo com o então presidente Sergio Santos Rodrigues, o processo contém documentos que comprovam o uso do cartão em casas de prostituição em Portugal e Porto Alegre. Em 2021, o clube ganhou na justiça o direto de restituição do uso indevido do cartão corporativo, o que corresponde a mais de R$ 62 mil.
Em 15 de outubro de 2020, após investigações da Polícia Civil referente as irregularidades supracitadas, o Ministério Público de Minas Gerais (MPMG) denunciou Wagner Pires de Sá, Itair Machado e Sérgio Nonato, ex-dirigentes do Cruzeiro e outras seis pessoas, um ex-assessor de futebol do clube, três empresários e o pai de um atleta das categorias de base da Raposa. No dia 6 de novembro, a Justiça aceitou a denúncia oferecida pelo MPMG contra os ex-dirigentes e o ex-presidente virou réu nos crimes de lavagem de dinheiro, apropriação indébita, falsidade ideológica e formação de organização criminosa. Ainda segundo o órgão, o prejuízo estimado em decorrência dessas práticas gira em torno de R$ 6,5 milhões.